# Klosterruine St. Katharina
Die Klosterruine St. Katharina liegt im Helmstal zwischen Sangerhausen und Wettelrode im Landkreis Mansfeld-Südharz in Sachsen-Anhalt.
Es sind jetzt nur noch zwei Mauern erhalten. Man ist sich nicht einig, ob am Ort ein Kloster oder nur eine Kirche stand. Wieso die Kirche nicht im Ort stand, ist unbekannt – außerhalb einer Stadt war das nicht üblich, zumal in der Chronik des Superintendenten Samuel Müller aus dem Jahre 1731 vom Kloster Helmsthal geschrieben wurde. Es war keine Feldkirche, denn das Kirchengebäude besaß eine dreischiffige spätromanische Basilika aus dem Jahr 1218. Als Schutzpatron wurde die Heilige Katharina genannt. Zuvor war die Kirche 1319 der Heilige Maria geweiht.
Der Verfall der Kirche und des eventuell dazugehörigen Klosters begann im 16. Jahrhundert. Sie wurden bald vergessen und die Vegetation begann das Überdecken. In jüngster Zeit legte man die Reste der Ruine frei und sicherte sie, um den Verfall zu stoppen. Die Landschaft bestätigt, dass hier Menschen lebten und wirkten.